# ژولت بورکائی
ژولت بورکائی (به انگلیسی: Zsolt Borkai) ژیمناست زادهٔ ۳۱ اوت ۱۹۶۵ میلادی اهل کشور مجارستان است.